# Communistische Partij van Malta
De  Communistische Partij van Malta (Maltees: Partit Komunista Malti) is een communistische partij in Malta. De partij werd in 1969 opgericht tijdens een geheim congres in de stad Gwardamangia, nadat een aantal linkse militanten de Malta Labour Party verlieten
De huidige secretaris van de partij is Victor Degiovanni die de post in 2004 van Anthony Vassallo overnam.